# Mesacanthion cricetoides
Mesacanthion cricetoides är en rundmaskart som beskrevs av Christian Wieser 1959. Mesacanthion cricetoides ingår i släktet Mesacanthion och familjen Enoplidae. Inga underarter finns listade i Catalogue of Life.